# حماض نهري
الحُمَّاض النهري  أو اللَبَّاصَة (من اللاتينية: لَپَّاسْيُومْ lappacium، من اليونانية: لاَپَاثُونْ)، هو نوع من الحُمَّاض اسمه العلمي .Rumex hydrolapathon L أو .Rumex hydrolapathum Huds.

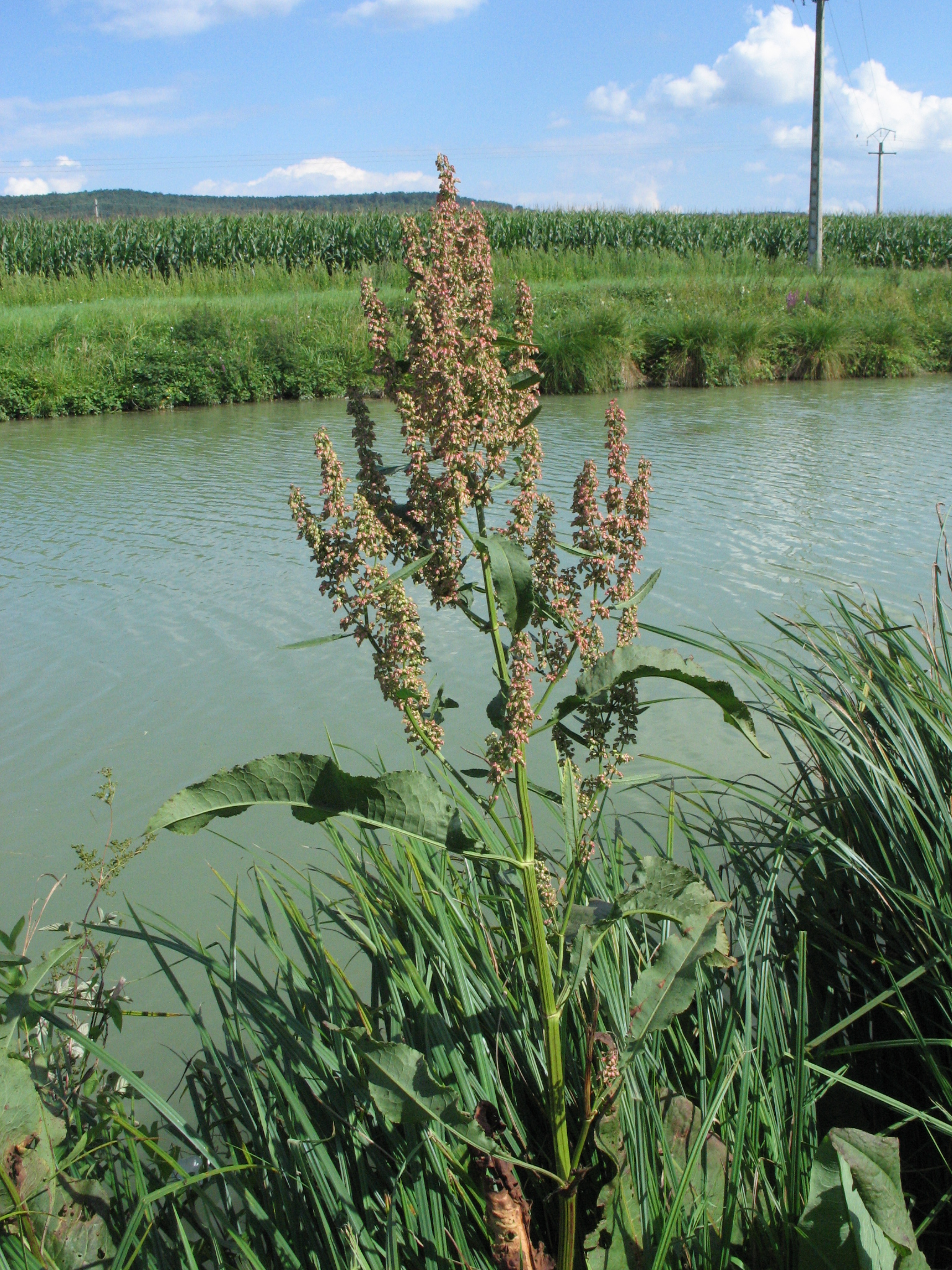
الحمّاض النهري
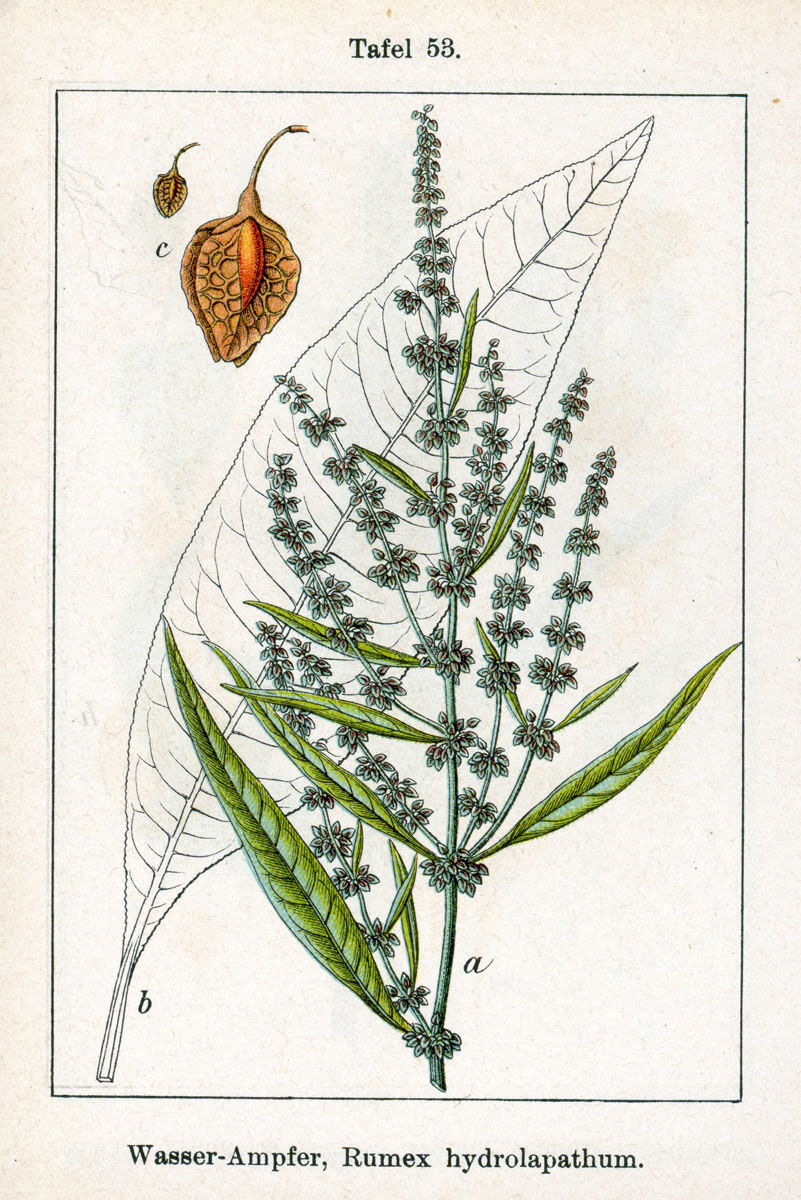
الحمّاض النهري
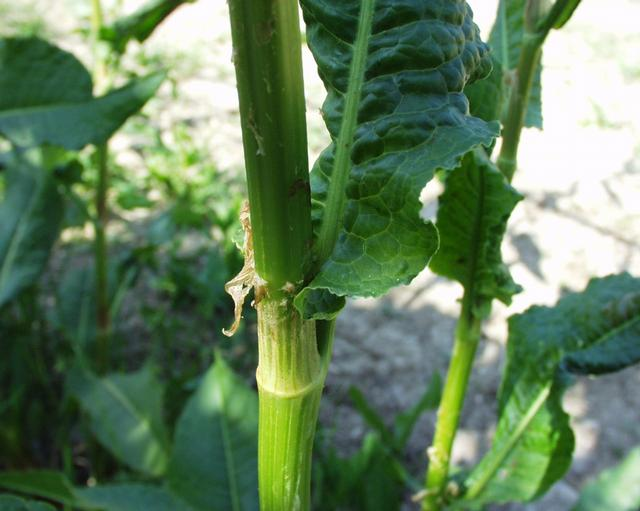
ورق الحمّاض النهري
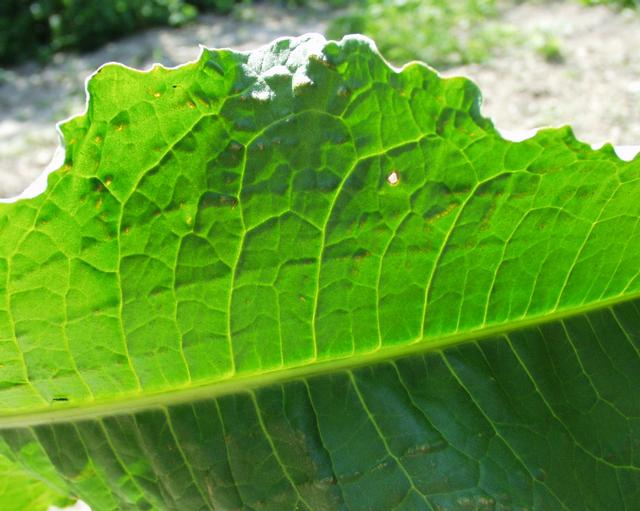
ورقة الحمّاض النهري